# Aiuti umanitari

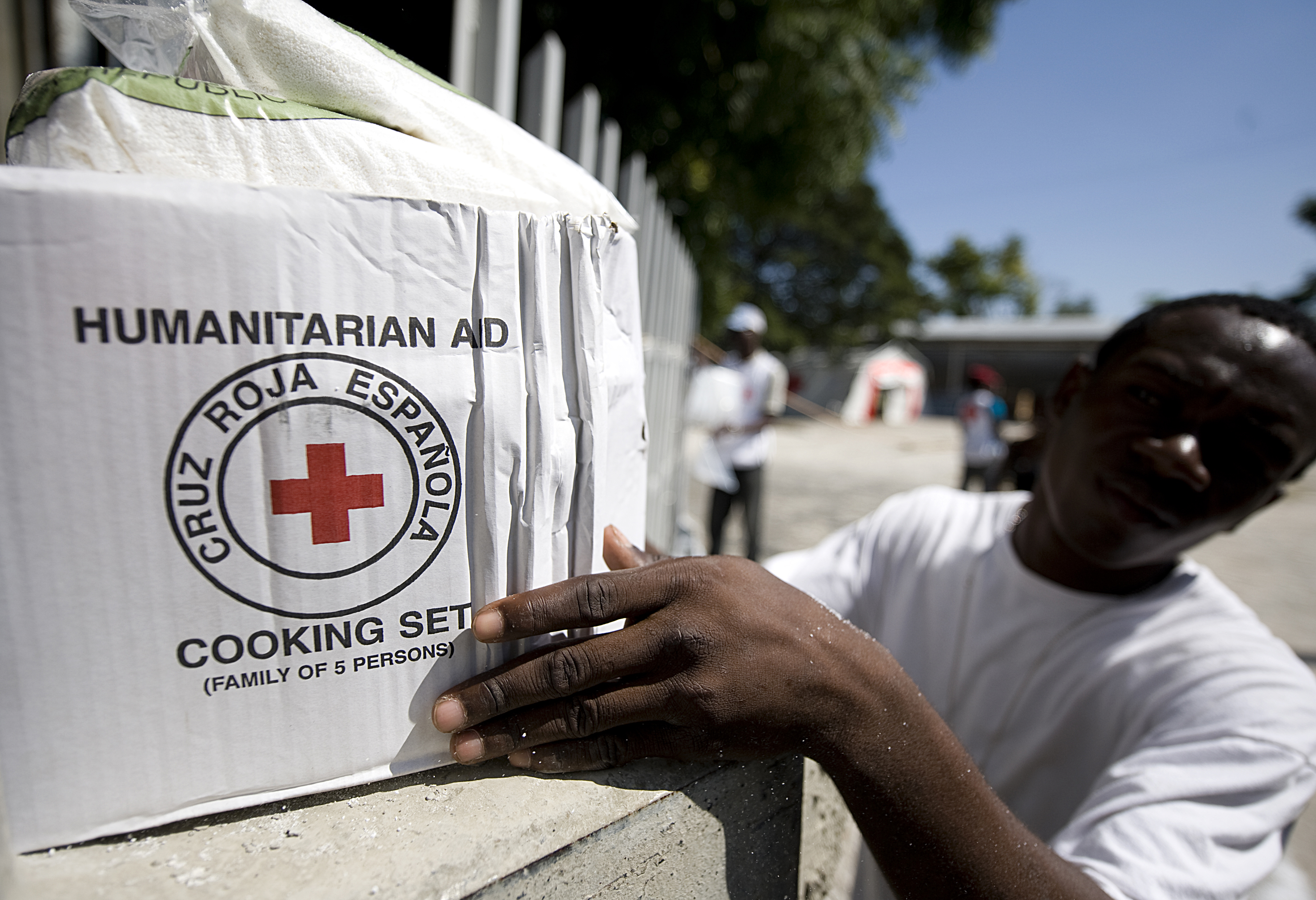
Un operatore della Croce Rossa raccoglie una scatola di aiuti umanitari da dare a un sopravvissuto al terremoto a Port-au-Prince, Haiti

Gli aiuti umanitari sono una forma di solidarietà ispirata all'umanitarismo e alla filantropia, generalmente destinata ai paesi del terzo mondo, alle popolazioni vittime di guerre o disastri naturali (come alluvioni e terremoti), ai profughi costretti ad abbandonare la propria terra per i motivi più disparati: epidemie, rivoluzioni, repressioni dittatoriali, genocidi ecc.
Gli aiuti umanitari sono organizzati soprattutto a seguito di emergenze e crisi umanitarie, ed hanno in primo luogo lo scopo di salvare vite umane, alleviare situazioni di sofferenza, mantenere la dignità umana, evitare che si verifichino o si estendano le epidemie ecc. Consistono solitamente in assistenza logistica, assistenza sanitaria, fornitura di prodotti alimentari di prima necessità, organizzazione di eventuali campi profughi, ricostruzione di edifici ed infrastrutture come ponti, strade ecc.
In molti casi gli aiuti umanitari sono organizzati a livello internazionale, coinvolgono volontari, associazioni umanitarie e organizzazioni non governative (come ad esempio Emergency, Medici senza frontiere, Croce Rossa e Mezzaluna Rossa Internazionale ecc.), e sono resi possibili da grandi campagne di raccolta fondi portate avanti con il supporto dei mass media. Le Nazioni Unite coordinano gli aiuti umanitari tramite l'Ufficio delle Nazioni Unite per gli affari umanitari, mentre la commissione europea agisce tramite l'ECHO.

## Aiuti umanitari nei conflitti
Oltre ai contesti postbellici, gran parte degli aiuti è spesso diretta a paesi attualmente in conflitto. Tuttavia, l'efficacia degli aiuti umanitari, in particolare degli aiuti alimentari, nelle regioni soggette a conflitti è stata criticata negli ultimi anni. Ci sono state testimonianze di aiuti umanitari che non solo sono inefficaci, ma addirittura alimentano conflitti nei paesi beneficiari. Il furto di aiuti è uno dei modi principali in cui il conflitto è promosso dagli aiuti umanitari. Gli aiuti possono essere sequestrati da gruppi armati e, anche se raggiungono i destinatari previsti, "è difficile escludere i membri locali di un gruppo di milizie locali dall'essere destinatari diretti se sono anche malnutriti e idonei a ricevere aiuti". Inoltre, analizzando il rapporto tra conflitto e aiuti alimentari, una recente ricerca mostra che gli aiuti alimentari degli Stati Uniti hanno favorito mediamente conflitti civili nei paesi beneficiari. Un aumento degli aiuti al grano da parte degli Stati Uniti ha aumentato la durata dei conflitti civili armati nei paesi beneficiari e la polarizzazione etnica ha accresciuto questo effetto. Tuttavia, poiché la ricerca accademica su aiuti e conflitti si concentra sul ruolo degli aiuti nei contesti postbellici, la suddetta conclusione è difficile da contestualizzare. Tuttavia, la ricerca sull'Iraq mostra che "[progetti] su piccola scala, la spesa per gli aiuti locali... riduce i conflitti creando incentivi per i cittadini medi a sostenere il governo in modi sottili [...]", può "ridurre i conflitti perché l'aumento delle entrate degli aiuti può allentare i vincoli di bilancio del governo, il che può [in cambio] aumentare la spesa militare e dissuadere i gruppi avversari dall'intraprendere un conflitto". Pertanto, l'impatto degli aiuti umanitari sul conflitto può variare a seconda del tipo e modalità di ricezione dell'aiuto e, tra l'altro, le condizioni socioeconomiche, culturali, storiche, geografiche e politiche locali nei paesi beneficiari.

### Diritti Umanitari
Alcuni studiosi discutono delle differenze tra diritti umani e diritti umanitari e delle loro implicazioni. Nel contesto dei rifugiati, vengono descritte le responsabilità delle organizzazioni di provvedere ai loro bisogni considerando sia i “diritti umani fondamentali che le norme umanitarie”.